# Babatan Saudagar
Babatan Saudagar is een bestuurslaag in het regentschap Ogan Ilir van de provincie Zuid-Sumatra, Indonesië. Babatan Saudagar telt 1382 inwoners (volkstelling 2010).